# Tempestade tropical Aere (2011)
A tempestade tropical Aere, conhecida nas Filipinas, como tempestade tropical Bebeng, foi uma leve tempestade tropical que afetou a leste das Filipinas e ao sul do Japão. Foi a primeira tempestade nomeada da temporada de tufões no Pacífico de 2011. Aere é a palavra Marshallês para a tempestade.
Nas Filipinas, Aere trouxe chuvas muito fortes, causando deslizamentos de terra e enchentes, cortando a energia em várias áreas de Luzon. Mais de 50 voos foram cancelados ou desviados por causa das más condições meteorológicas e o presidente Benigno Aquino III atrasou em um dia o seu voo de volta de uma cúpula na Indonésia. A guarda costeira impediu que barcos menores saíssem dos portos de Catanduanes e arredores, deixando 1.379 pessoas presas. Mais de 7.200 hectares (17.800 acres - 27 milhas quadradas) de arroz, milho e safras de alto valor que custam mais de 118 milhões de pesos ($ 2,7 milhões) foram destruídos ou danificados. Pelo menos 35 pessoas foram mortas e mais duas estão desaparecidas por causa do Aere. As perdas agrícolas são estimadas em PHP 1,37 mil milhões (US $ 31,7 milhões).

## História meteorológica
Em 3 de maio, o JTWC começou a monitorar um distúrbio tropical que se desenvolveu dentro de um vale de monção cerca de 140 km (87 mi) a oeste de Palau. Neste momento, o centro de circulação de baixo nível de perturbações estava fraco e desorganizado, enquanto uma quantidade mínima de convecção profunda foi observada ao redor do sistema.  Nos dias seguintes, a depressão desenvolveu-se gradualmente ainda mais, antes de ser declarada uma depressão tropical pelo JMA e pelo JTWC em 6 de maio. Na mesma noite, a PAGASA classificou a baixa pressão para uma depressão tropical e atribuiu-lhe o nome local de Bebeng. Na tarde de 7 de maio, a AMJ classificou a depressão como uma tempestade tropical, e atribuiu o nome de "Aere". Na mesma noite, a PAGASA classificou a baixa pressão para uma depressão tropical e atribuiu-lhe o nome local de Bebeng. Na tarde de 7 de Maio, a AMJ classificou a depressão como uma tempestade tropical, e atribuiu o nome de "Aere".

## Preparativos

### Filipinas
Quase imediatamente após o PAGASA começar a monitorar o sistema, o NDRRMC levantou o sinal de alerta de tempestade 1 nas áreas de Luzon e Visayas. A Polícia Nacional das Filipinas foi orientada a relatar continuamente os eventos ao NDRRMC conforme aconteciam. O Departamento de Saúde também alertou todos os hospitais nas regiões propensas a tempestades e pediu que eles se sentassem em coordenação contínua com o PAGASA. Em breve, o PDRRMC iniciou as evacuações em toda a província de Albay, com uma população de 63.964 residentes em 152 Barangays, já evacuada como medida preventiva. Além disso, as Forças Armadas das Filipinas (AFP) implantaram vários veículos de assalto e militares para monitorar de perto a situação em todo o país e transportar arroz para operações de socorro.

### Taiwan
Autoridades de Taiwan emitiram um alerta marítimo e informaram os residentes nas partes leste e sul da nação-ilha sobre a chuva torrencial que Aere pode trazer. O Escritório Central de Meteorologia de Taiwan alertou todos os navios no Canal Bashi na costa sul para se prepararem para a tempestade, relatando que as fortes chuvas podem atingir o leste e o sul de Taiwan, causando deslizamentos de terra e inundações.

## Impacto e consequências

### Filipinas

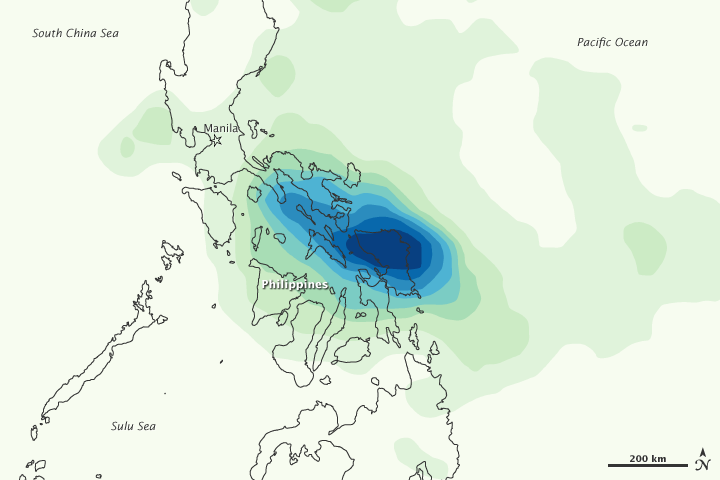
Chuva da tempestade tropical Aere na região de Bicol

No início de 8 de maio, Aere atingiu o norte de Catanduanes, trazendo chuvas muito fortes para todo o país. Cerca de 210 passageiros no porto de Lucena com destino a Marinduque e 125 passageiros no porto de Romblon com destino a San Fernando, Romblon, ficaram presos depois que seus navios foram cancelados devido às fortes chuvas e às condições do mar agitadas causadas pela tempestade. Mais de 100.000 moradores fugiram de cidades ameaçadas por deslizamentos de terra. Aere causou deslizamentos de terra e inundações, cortando a energia em várias áreas de Luzon. Milhares foram ajudados a fugir de suas fazendas ao redor do vulcão Mayon, na província de Albay, que foi ameaçada por deslizamentos de terra e fortes chuvas que resultaram em extensas inundações após a tempestade. Um residente na província de Sorsogon, que foi uma das vítimas, expressou suas opiniões sobre a tempestade, dizendo "As enchentes foram tão profundas que passaram pela cabeça". Mais de 50 voos foram cancelados ou desviados por causa das más condições climáticas causadas pela Aere. O presidente Benigno Aquino III atrasou em um dia seu vôo para casa de uma cúpula na Indonésia devido ao mau tempo. Os funcionários do Desastre aconselharam vários moradores das regiões agrícolas do arquipélago situadas no norte a se prepararem para deslizamentos de terra e inundações repentinas após fortes chuvas causadas pela tempestade. A guarda costeira impediu que barcos menores deixassem os portos de Catanduanes e arredores, deixando 1.379 pessoas presas após o anúncio do NDRRMC de que a segurança na costa deve ser reforçada. Mais de 7.200 hectares (17.800 acres - 27 milhas quadradas) de arroz, milho e safras de alto valor que custam mais de 118 milhões de pesos ($ 2,7 milhões) foram destruídos ou danificados. De acordo com o Conselho Nacional de Gestão e Redução de Risco de Desastres, pelo menos 35 pessoas foram mortas e mais duas estão desaparecidas por causa do Aere. As perdas agrícolas são estimadas em PHP 1,37 mil milhões ( US $ 31,7 milhão). Inundações generalizadas e deslizamentos de terra danificaram casas, bloquearam estradas e interromperam as comunicações. Em Catarman, Northern Samar, 377.4 mm (14.86 in) de chuva caiu em apenas 24 horas, resultou em inundações significativas.

### Reforma
Após os graves danos e impactos da tempestade nas Filipinas, em junho de 2012, a PAGASA anunciou que o nome Bebeng seria aposentado e será substituído por Betty, que foi usado pela primeira vez na temporada de 2015.